# Список ботанических журналов
Список ботанических журналов включает расположенные по алфавиту журналы и другие периодические издания, публикующие статьи и монографии на ботанические темы.
Ботанические журналы появились в конце XVIII века. Первый журнал подобного рода, «Curtis’s Botanical Magazine», был основан Уильямом Кёртисом в 1787 году.

## Избранное
По итогам 25 лет (1981—2006) по уровню цитирования (Импакт-фактор, Science Citation Index) в десятку самых значимых журналов в мире в категории наук о растениях «Plant Sciences» входят следующие издания:
1. Annual Review of Plant Biology (Ann. Rev. Plant Biology)
2. Plant Cell
3. Annual Review of Phytopathology (Ann. Rev. Phytopathol.)
4. CRC Cr. Rv. Plant Sci.
5. Trends in Plant Science
6. Botanical Review
7. Plant Journal
8. Crit. Rev. Plant Sci.
9. Plant Cell Biotech
10. Plant Physiology

## Издания с русскими названиями
- Ботанический журнал РАН (1916—)
- Ботанические записки (Scripta Botanica 1886—1916) — первый русский чисто ботанический журнал; издание было организовано А. Н. Бекетовым и Х. Я. Гоби.
- Бюллетень Главного ботанического сада (1948—  4 раза в год)[3]
- Бюллетень Московского общества испытателей природы (ранее фр. Bulletin de la Société Impériale des Naturalistes de Moscou)
- Известия Санкт-Петербургского ботанического сада (1901—1932)
- Лесоведение (1967—, 6 номеров в год) основан В. Н. Сукачевым
- Материалы к ближайшему познанию прозябаемости Российской империи(1844—1859)
- Микология и фитопатология (1967—, 6 номеров в год)
- Новости систематики высших растений[4]
- Новости систематики низших растений[5]
- Растительные ресурсы (1965—, 4 номера в год)
- Сельское хозяйство и лесоводство (1841—1864) Журнал Министерства государственных имуществ
- Советская ботаника (1933—1947)
- Труды Ботанического сада императорского Юрьевского университета(1900—1914), основан Н. И. Кузнецовым
- Труды Санкт-Петербургского ботанического сада (1871—1931)
- Физиология растений (1954—, 6 номеров в год)
- Фиторазнообразие Восточной Европы ИЭВБ РАН[6]

## A
- Acanthus
- Acta botanica Academiae Scientiarum Hungaricae — с 1983 Acta botanica Hungarica (Венгрия).
- Acta botanica Austro Sinica (=中国科学院华南植物研究所集刊 ; Zhongguo Kexueyuan Hianan Zhiwu Yanjiusuo-jikan; Китай)
- Acta botanica Barcinonensia — ранее Acta phytotaxonomica Barcinonensia.
- Acta botanica Brasilica (2000—) — публикуется обществом Sociedade Botanica do Brasil (Бразилия). Сайт ISSN 0102-3306
- Acta botanica Croatica (Хорватия)
- Acta botanica Cubana (Куба)
- Acta botanica Fennica
- Acta botanica Gallica (1853—; ранее Bulletin de la Société botanique de France) — публикуется обществом ботаников Франции.
- Acta botanica Hungarica (1954) — ранее до 1983 под названием Acta botanica Academiae Scientiarum Hungaricae — издаётся Венгерской Академией наук (Венгрия). ISSN: 0236-6495.
- Acta botanica Islandica (Исландия)
- Acta botanica Malacitana
- Acta botánica Mexicana (1998—) — публикуется Instituto de Ecologia (Мексика). Официальный сайт журнала
- Acta botanica Neerlandica
- Acta botanica Sinica (Китай)
- Acta botanica Slovaca Academiae Scientiarum Slovacae
- Acta botanica Venezuelica (2001—) — публикуется Fundacion Instituto Botanico de Venezuela Dr. Tobias Lasser (Венесуэла).  ISSN: 00845906
- Acta botanica Yunnanica (1979—) — публикуется Академией наук Китая. Официальный сайт журнала
- Acta cientifica Potosina
- Acta Palaeobotanica
- Acta phytotaxonomica geobotanica
- Acta phytotaxonomica Sinica (=植物分类学报 ; Zhiwu Fenlei Xuebao) (Китай)
- Adansonia[7]
- African Journal of Plant Pathology (2004) — Agricultural Research Institute (Египет)
- Albertoa — Журнал департамента ботаники Национального музея Бразилии — ISSN 0103-4944.
- Al Biruniya — марокканский журнал фармакогнозии, этномедицины и ботаники, публикуемый ассоциацией Al Biruniya в Рабате (1985—1997)
- Aliso — журнал о проблемах таксономии и эволюции растений — журнал Ботанического сада Rancho Santa Ana, Claremont, Калифорния, США.[8]
- Allertonia
- Allionia
- American Journal of Botany (1914—) — публикуется HighWire Press совместно с Ботаническим обществом Америки (США). Официальный сайт журнала
- Annales de la Société botanique de Lyon (Франция)
- Annales Forestales (Anali za Sumarstvo) — Загреб
- Annals of Botany (1887—) — публикуется Oxford University Press совместно с Annals of Botany Company. Официальный сайт журнала
- Annals of the Missouri Botanical Garden
- Annual Review of Phytopathology
- Aquatic Botany — ISSN 0304-3770
- Arboretum Kórnickie
- Arctoa (Москва) — A Journal of Bryology / Бриологический журнал — ISSN 0131-1379[9]
- Arnoldia Arnold Arboretum[10].
- Arnoldia (Мюнхен) (1991—)[11].
- Aroideana
- Ashingtonia (1973—1979) — Cactacées — публикуется Holly Gate Nurseries, Ashington, Sussex, Великобритания.
- Australian Journal of Botany (1953—), Австралия[12].
- Australian Systematic Botany (1951—), Австралия
- Australasian Plant Pathology — журнал основан в 1972 году как APPS Newsletter. В 1978 году он был переименован в A.P.P. Australasian Plant Pathology — а в 1984 году он принял свое нынешнее название[13].
- Austrobaileya (1977—) — журнал, издающийся в Брисбене (Австралия) на английском языке (ISSN 0155-4131)[14].

## B
- Baileya
- Balduinia
- Bangladesh Journal of Botany (Бангладеш)
- Bartonia
- Bauhinia (Базель, Швейцария)[15].
- Belgian Journal of Botany (Бельгия) — ISSN 0778-4031
- Belmontia
- Berichte der Deutschen Botanischen Gesellschaft — см. Plant Biology
- Biochemical Systematics and Ecology
- Biologia Plantarum
- Blancoana (Испания)
- Blumea — журнал таксономии и географии растений (Голландия) Nationaal Herbarium Nederland[16]
- Blyttia
- Bocconea — ботанический журнал, названный по имени сицилийского натуралиста и ботаника Paolo Silvio Boccone (1633—1704)
- Boissiera
- Boletim de la Sociedade Broteriana
- Boletín de la Asociacion de herbarios iberico-macaronésicos — Сайт
- Boletín de la Sociedad botanica de Mexico (Мексика)
- Bonplandia
- Botanica Acta — см. Plant Biology
- Botanica Helvetica — ISSN 0253-1453
- Botanica Macaronesica
- Botanica Rhedonica
- Botanical Gazette
- Botanical Journal of the Linnean Society (Великобритания).
- Botanical Magazine of Tokyo (Япония)
- The Botanical Review — ISSN 0006-8101
- Botanische Jahrbücher für Systematik, Pflanzengeschichte und Pflanzengeographie — ISSN 0006-8152
- Botanisches Zentralblatt
- Botanisk Tidsskrift (Дания)
- Bothalia
- Bradea
- Bradleya
- Brenesia
- Broteria
- Brittonia — журнал систематики растений Ботанического сада Нью-Йорка, США[17]
- Bromélia
- Brunonia — прежде Contributions from Herbarium Australiense
- Bulletin de l'Académie Impériale des Sciences de Saint-Pétersbourg (1860—1888)
- Bulletin de l'Academie Imperiale des Sciences de St.-Petersbourg : Nouvelle Serie (1890—1894)
- Bulletin de l’Herbier Boissier
- Bulletin de la Classe Physico-Mathématique de l'Académie Impériale des Sciences de Saint-Pétersbourg (1843—1859)
- Bulletin de la Société botanique du Centre-Ouest
- Bulletin de la Société botanique de France — публикуется Обществом ботаников Франции (Франция).
- Bulletin de la Sociéta de botanique de Belgique (Бельгия).
- Bulletin de la Société botanique du Nord de la France (Франция).
- Bulletin de la Société d’Histoire Naturelle de Toulouse (Франция).
- Bulletin de la Société royale de botanique de Belgique (Бельгия).
- Bulletin du Jardin botanique de Buitenzorg
- Bulletin of botanical Research
- Bulletin of the Fan Memorial Institute of Biology
- Bulletin scientifique Académie Imperiale des Sciences de Saint-Pétersbourg (1836—1842)
- The Bulletin of the Torrey Botanical Society (1870—) — The Journal of the Torrey Botanical Society

## C
- Caesiana (Рим, Италия)
- Calyx
- Canadian Journal of Botany (Канада) — ISSN 0008-4026
- Canadian Journal of Forest Research (Канада)
- Canadian Journal of Plant Pathology (Канада)
- Candollea — ISSN 0373-2967[18].
- Castanea
- Cathaya
- Cavanellesia (Барселона, Испания).
- Ceiba
- Сhornomorski Botanical Journal (Украина) — ISSN 1990-553X, e-ISSN 2308-9628
- Chronica Botanica
- Contributions of the University of Michigan Herbarium (США)
- Cunninghamia
- Current Biology
- Curtis’s Botanical Magazine — ISSN 1355-4905
- Cuscatlania (Сальвадор).
- Cyperaceae Newsletter

## D
- Dansk Botanisk Arkiv
- Darwiniana
- Davidsonia (1970—1981 и 2002—) — журнал ботанического сада Университета Британской Колумбии (Jardin botanique de l’Université de Colombie Britannique) (Канада). Основан в 1970 году Роем Л. Тейлором (Roy L. Taylor)[19].
- Dendrobiology (1955—) — издаётся Институтом дендрологии (Institute of Dendrology) (Польша).
- Dendrochronologia — рецензируемый международный научный журнал, в котором представлены высококачественные исследования, связанные с кольцами роста древесных растений, то есть деревьев и кустарников, и применением исследований колец деревьев[20].
- Dendrologia Florestal
- Desert Plants
- Deserta
- Dinteria (Намибия) — ISSN 0012-3013
- Documents phytosociologiques
- Dominguezia
- Dumortiera

## E
- Edinburgh Journal of Botany (Великобритания) — ISSN 0960-4286[21].
- Elliottia
- Englera
- Erica (1992-) — (Massif armoricain, Франция) — ISSN 1167-7155
- Evolution

## F
- Feddes Repertorium
- Flora — ISSN 0367-2530
- Flora Mediterranea[22].
- Flora Sichuanica (=四川植物志 ; Sichuan zhiwuzhi) (Китай)
- Folia biologica Andina
- Folia geobotanica phytotaxonomica
- Fontqueria
- Forest Genetics Resources Information
- Fremontia
- Functional Plant Biology — австралийский международный рецензируемый научный журнал, публикующий статьи на темы, связанные с механизмами, с помощью которых растения взаимодействуют с окружающей средой.

## G
- Gaussenia — Antérieurement Travaux du Laboratoire Forestier de Toulouse.
- Ginkgoana
- Giornale Botanico Italiano
- Gleditschia
- Gorteria — Flore sauvage des Pays-Bas[23].
- Grana
- Great Basin Naturalist
- Guihaia
- Gymnocalycium

## H
- Harvard Papers in Botany — рецензируемый научный журнал (США), охватывающий все аспекты исследования растений и грибов, включая флористику, экономическую ботанику и историю ботаники.
- Haussknechtia
- Herbertia
- Hercynia
- Hikobia
- Hoehnea
- Hoppea
- Huntia[24].

## I
- Index Kewensis (Великобритания) — (сокращённо IK, англ. Kew Index, рус. Индекс Кью) — ботанический номенклатурный справочник, издаваемый Королевскими ботаническими садами в Кью
- International Journal of Plant Sciences
- Isatis (la Haute-Garonne, Франция)[25].
- Iselya

## J
- Japanese Journal of Botany (Япония)
- Journal de Botanique
- Journal of economic and taxonomic Botany
- Journal of Experimental Botany (Великобритания) — журнал, публикующий материалы по молекулярной физиологии, молекулярной генетике и физиологии окружающей среды
- Journal of Geobotany
- Journal of Japanese Botany (Япония)
- Journal of Plant Physiology — международный научный журнал, публикующий материалы по физиологии растений
- Journal of South African Botany
- Journal of the Arnold Arboretum
- Journal of the Bombay Natural History Society (Индия)
- Journal of the Institute of Wood Science
- The Journal of the Torrey Botanical Society (1973—) — издаётся обществом Torrey Botanical Society (Нью-Йорк, США)[26]
- Journal of Tropical and Subtropical Botany (=热带亚热带植物学报) (Китай)

## K
- Kalmia
- Kew Bulletin
- Kew Magazine  — ежеквартальный журнал, издаётся Королевскими ботаническими садами Кью  — ISSN: 0265-3842
- Kingia
- Kirkia
- Krylovia Сибирский ботанический журнал (1999—2001)
- Kurtziana

## L
- Lagascalia — Département de Biologie et d'écologie végétales de lUniversité de Séville[27].
- Lazaroa
- Lejeunia (Бельгия)
- Lindbergia (Дания)
- Linnaea
- The Linnean
- Lloydia — Journal of Natural Products.
- Loefgrenia
- Lorentzia

## M
- Madroño
- Mentzelia
- Mitteilung Deutch Dendrologische Gesellschaft
- Miyabea
- Le monde des plantes
- Morris Arboretum Bulletin
- Moscosoa — журнал Национального ботанического сада в Санто-Доминго (Jardin botanique national de Saint-Domingue), Доминиканская Республика.
- Musa — электронный журнал Национального ботанического сада Бельгии[28].
- Modern Phytomorphology[29].

## N
- Napaea
- Naturaliste Canadien
- New Journal of Botany (Великобритания); с 1949 по 2011 — Watsonia; — журнал, публиковавший материалы по местной флоре Северной и Западной Европы; закрыт в 2017 году
- New Phytologist
- New Zealand Journal of Botany
- Norrlinia — журнал музея ботаники Хельсинкского университета (Хельсинки, Финляндия)[30].
- Notes of the Royal Botanic Gardens Edinburgh
- Notizblatt Botanische Garten Berlin-Dahlem
- Nordic Journal of Botany — выходящий раз в два месяца рецензируемый научный журнал по ботанике, в котором рассматриваются таксономия, эволюция, сохранение и биогеография растений, водорослей, мохообразных и грибов[31].
- Nova Hedwigia — ISSN 0029-5035
- Novon
- Nuovo Giornale Botanico Italiano
- Nuytsia

## O
- Opera Botanica Belgica
- Österreiches Botanische Zeitschrift — позже Plant Systematics and Evolution.
- Orquideologia

## P
- Pabstia
- Palestine Journal of Botany
- Pankia — Бюллетень ботанического сада La Laguna (Сальвадор)
- Parodiana — фармакология и ботаника (Аргентина) — ISSN 0325-9684
- Phytochemistry
- Phytologia
- Phytomorphology
- Phyton
- PhytoKeys — международный научный журнал, посвященный систематике, филогении и географии растений, публикующий статьи и монографии в открытом доступе и издающийся с 2010 года в издательстве Pensoft (Болгария) — ISSN (online) 1314-2003, ISSN (print) 1314-2011.
- Phytotaxa
- Pittieria — Revue du département de Botanique de la Faculté des Sciences forestières et environnementales de l'Université de Los Andes — ISSN 0554-2111.
- Plant Cell
- The Plant Journal — ISSN 0960-7412 — Web : ISSN 1365-313X
- Plant Biology — международный научный журнал по биологии растений, ранее назывался Berichte der Deutschen Botanischen Gesellschaft, затем Botanica Acta
- Plant Physiology
- Plant Science — международный научный журнал по экспериментальной биологии растений
- Plant Science Letters — см. Plant Science
- Plant Systematics and Evolution — ISSN 0378-2697 — Web : ISSN 1615-6110
- Planta — международный научный журнал, освещающий все области ботаники. ISSN 0032-0935
- The Plantsman
- Preslia (1914-) — журнал общества Société Botanique Tchèque (Прага, Чехия) — ISSN 0032-7786[32].
- Provancheria (Laval, Квебек, Канада).
- Portugaliae Acta Biologica — выходящий раз в два года рецензируемый научный журнал, освещающий исследования во всех областях ботаники, особенно иберийских и макаронезийских криптогам. Он публикуется Ботаническим садом Лиссабонского университета и был основан в 1944 году. До 1999 года журнал публиковался в двух отдельных сериях, A и B, первая из которых посвящена морфологии, физиологии и общей биологии, а вторая — систематике, экологии биогеографии и палеонтологии.

## Q
- Queensland Botany Bulletin

## R
- Raymondiana
- Reinwardtia
- Revista Brasileira de Botânica
- Revue bretonne de Botanique
- Revue générale de Botanique
- Revue Horticole
- Rheedea (1991-) — журнал ассоциации 'Indian Association for Angiosperm Taxonomy (Индия) —[33]
- Rhodora (1899-) — New England Botanical Club ISSN 0035-4902[34].
- Rodriguésia
- Ruizia

## S
- Sandakania — Systématique, morphologie et histoire naturelle (Малайзия)[35].
- Sarsia
- Schlechteriana
- Selbyana — журнал ботанического сада Marie Selby (Флорида, США)[36].
- Sellowia — ISSN 0375-1651.
- Sendtnera[37].
- Sida, Contributions to Botany — ISSN 0036-1148[38].
- Silvae Genetica
- Solanaceae Newsletter
- Sommerfeltia (Норвегия)[39].
- South-African Journal of Botany — ISSN 0254-6299
- Southwestern Naturalist
- Stapfia
- Sultania
- Sunyatsenia
- Svensk Botaniska Tidskrift
- Systematic Botany

## T
- Taxon (1951—) — издается International Bureau for Plant Taxonomy and Nomenclature (IAPT).
- Taxonomania. Revue de Taxonomie et de Nomenclature Botaniques (2001) — журнал ботанической номенклатуры (Бельгия)[40].
- Telopea; Contributions from the National Herbarium of New South Wales (1975)[41]
- Thaiszia: Journal of Botany. Kosice, Slovakia — Ботанический журнал Словакии — ISSN 1210-0420
- Torreya; a Monthly Journal of Botanical Notes and News (1901—1945) — тома с 1 по 45[42]
- Trees — Structure and Function (1987) ISSN 0931-1890 (Print) ISSN 1432-2285 (Online)[43]
- Turczaninowia (1998—) — научный ботанический журнал, публикующий оригинальные научные статьи на русском или английском языках.
- Turrialba; Revista Interamericana de Ciencias Agricolas (1950—1995) — межамериканский журнал сельскохозяйственных наук, редактируемый Institut Interaméricain de Coopération pour l’Agriculture[44].

## U
- Utafiti

## V
- Växtodling
- Vegetatio — ISSN 1385-0237
- Vieraea (1970-) — Научный журнал музея Musée des Sciences Naturelles de Ténérife — ISSN 0210-945X

## W
- Wahlenbergia
- Watsonia — Журнал общества Botanical Society of the British Isles ISSN 0043-1532[45]; см. New Journal of Botany
- Webbia
- Wentia
- Western Australian Herbarium Research Notes
- Willdenowia: Annals of the Botanic Garden and Botanical Museum Berlin (Германия, Берлин) — рецензируемый ботанический журнал по таксономии растений, водорослей и грибов; ISSN 0511-9618[46].
- Willemetia — Bulletin de liaison de Floraine, association des botanistes lorrains (Lorraine, France)[47].
- Wood and Fibre
- Wrightia

## Z
- Zandera ISSN 0940-9920